# Maria Carta
Maria Carta (Siligo, 24 de junho de 1934 — Roma, 22 de setembro de 1994) foi uma cantora e atriz Itáliana, ao longo de sua carreira, ele traçou os vários aspectos da música tradicional da Sardenha, principalmente do Cantu a chiterra (canto tradicional com a guitarra da Sardenha), o repertório popular de canções religiosas tradicionais e canções de ninar e cantos gregorianos, muitas vezes, atualizando-os com arranjos modernos e pessoal.
Ele também fez várias aparições como atriz em vários filmes, às vezes como protagonista.

## Discografia
- 1971:Sardegna canta
- 1971:Paradiso in Re
- 1974:Delirio. In s'amena campagna dilliriende
- 1974:Dies Irae
- 1974:Ave Maria
- 1978:Umbras
- 1981: Sonos 'e memoria
- 1992: Chelu e mare
- 1993: Muttos ‘e amore
- 1993: Trallallera
- 2012 - Il Recital di Maria Carta e Amalia Rodriguez com Amália Rodrigues[1] (álbum ao vivo) Gravação de um concerto realizado em Roma em 1972.

## Filmografia parcial
- The Godfather: Part II, (1974)
- Jesus de Nazaré, (1977)
- Colônia Cecília

## Honrarias
- Ordem de Mérito de 3ª Classe - Comendador: — Roma, 1991[2]

## Conexões enternas
- Fundação Maria Carta